# Province de l'Est (Rwanda)
Pour les articles homonymes, voir Province de l'Est.
La province de l'Est (en kinyarwanda : Intara y'Iburasirazuba ; en anglais : Eastern Province) est, depuis la réforme administrative de 2006, l'une des cinq provinces du Rwanda. Elle résulte de la fusion de l'ancienne province de l'Umutara, de celle de Kibungo, d'une partie de la province de Byumba et du Bugesera (une partie de l'ancienne province de Kigali rural). 

## Géographie
La province est située dans l'Est du pays et est composée de sept districts : 
- Nyagatare ;
- Gatsibo ;
- Kayonza ;
- Rwamagana ;
- Kirehe ;
- Ngoma ;
- Bugesera.

Le chef-lieu de la province de l'Est est situé à Kigabiro, dans le district de Rwamagana, mais les villes principales restent :
- Kibungo (capitale de l'ancienne province du même nom) ;

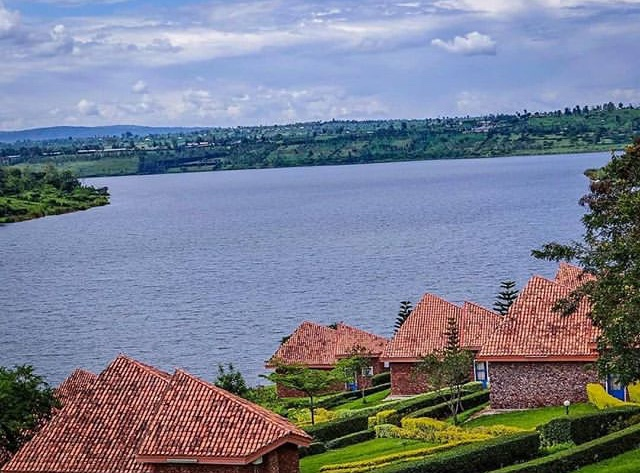
Muhazi Beach Resort

- Nyamata (dans le Bugesera).